# Phragmatobia caecilia
Phragmatobia caecilia là một loài bướm đêm thuộc phân họ Arctiinae, họ Erebidae.